# Google Knowledge Graph

Un esempio di pannello informativo del Google Knowledge Graph che compare in una ricerca sul motore Google riguardante un personaggio storico.

Il Google Knowledge Graph (in italiano "grafo della conoscenza") è una funzione di ricerca che è stata introdotta da Google il 16 maggio 2012 sul motore "google.com". Nella versione italiana (google.it) la funzionalità è stata attivata il 4 dicembre 2012.

## Descrizione
Il Knowledge Graph è il primo passo verso una ricerca semantica: grazie a questa funzione, il motore di ricerca di Google associa alle parole cercate un oggetto e metterà in relazioni oggetti in modo da avere una ricerca più veloce e accurata.
Knowledge Graph condivide la stessa tecnologia che è alla base di Google Now, un'applicazione per Android sviluppata da Google Inc.

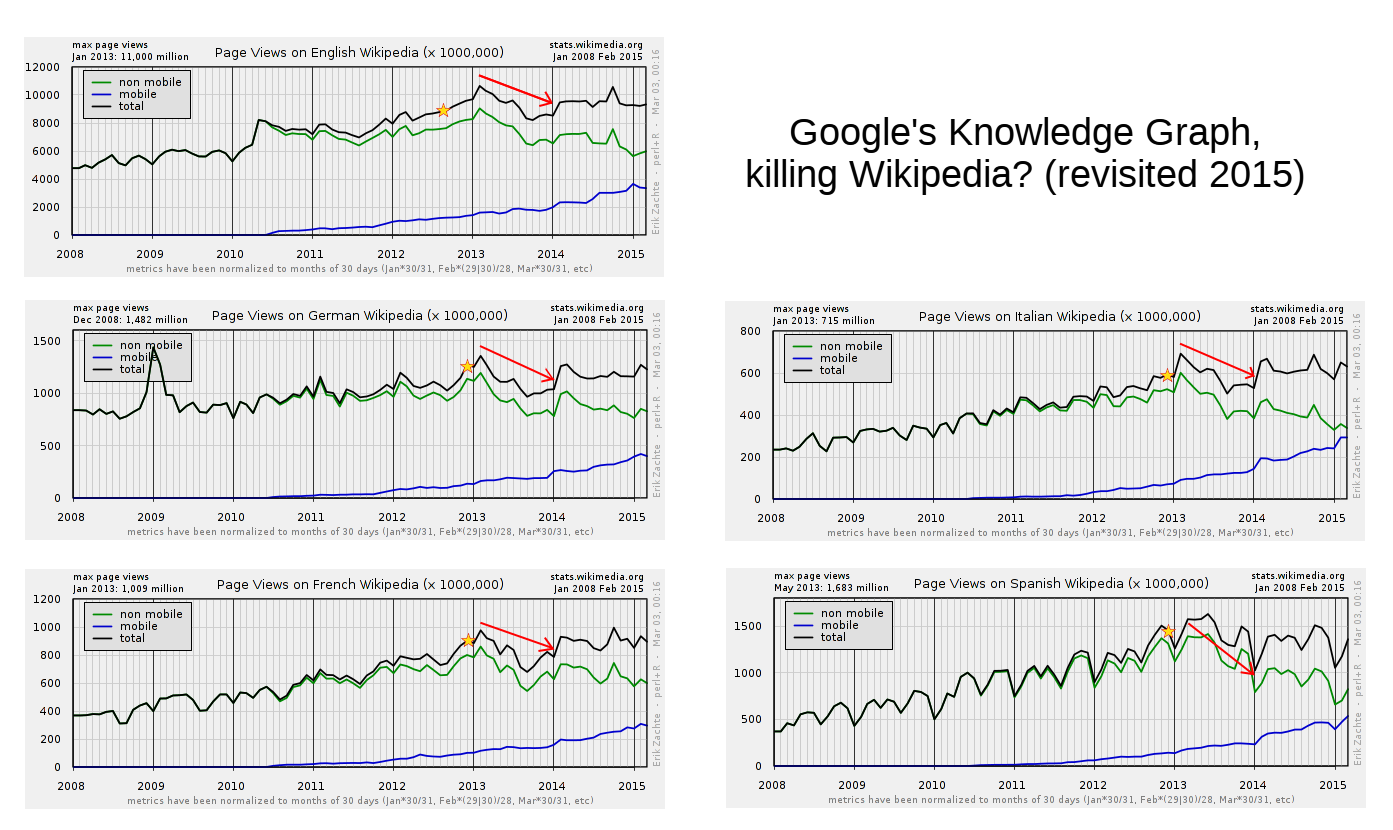
L'introduzione del GKG portò nel corso del 2013 a una temporanea contrazione delle visite al sito di Wikipedia. La crescita riprese nel 2014, sebbene non più con i ritmi di prima.